# 性的対立
性的対立あるいはセクシャル・コンフリクトとは男女間、雌雄間で繁殖に関する最適戦略が異なるときに起きる進化的な対立のことであり、両性間に進化的軍拡競走を引き起こす原因となる。性的葛藤とも訳される。この原理はヒトや植物を含めた全ての有性生殖生物に当てはめることができるが、主に動物で研究されている。かつては種の保存のために雌雄間の関係は友好的なものと考えられていた。しかし種の保存理論の誤りが明らかになり、個体選択、遺伝子選択の再評価と提案によって異性間における進化的な利害の対立が明らかとなった。

## 概要
性的対立は大きく二つに分けられる。
- 異なる遺伝子座間の性的対立

異なる遺伝子座にあるオスの対立遺伝子とメスの対立遺伝子は利害が対立する場合がある。これは子の世話を巡る対立となって現れることがある。配偶の頻度を巡る対立もある。オスは配偶相手を増やすことでより多くの子孫を持てる可能性があるため、しばしばメスよりも最適な配偶頻度が高い。そのためにオスにはメスとより多く配偶するための多くの適応形質をもっている。もう一つよく研究されている例はキイロショウジョウバエ Drosophila melanogasterの精液である。これはメスの産卵率を上げ、メスの（他のオスとの）再配偶の欲求を減少させる。つまり先に配偶したオスの利益が守られる。しかしこの精液はメスにとって有害で、メスの寿命と適応度を低下させる。
- 同一遺伝子座に基づく性的対立

同一の遺伝子座にあるオスの一連の対立遺伝子とメスの対立遺伝子は異なる最適条件を持っている。つまり性によって異なった適応度への影響を持つ。古典的な例は人間の腰である。女性は出産のために男性よりも大きな腰を必要とする。腰の大きさに影響を及ぼす一連の対立遺伝子は男性の最適状態でも女性の最適状態でもなく、両方の要求を満たす妥協点に落ち着かなければならない。場合によっては性によって全く異なる発現をすることでこの問題は解決されているかも知れないが、証拠は多くの形質の進化がこのような対立から大きな制約を受けていることを示している。
性的対立は非対称で拮抗的な共進化を起こすかも知れない。一方の性（通常はオス）はより「操作的」な形質を進化させやすく、もう一方の性は「対抗的な」形質を進化させやすい傾向がある。例えばマメゾウムシ Callosobruchus maculatusのオスはとげだらけの性器を持ち、それによってメスから離れることなく長時間精子を送り続けることができると考えられる。しかしこれはメスにダメージを与え、メスの適応度を低下させる。そのためメスは配偶中にオスを蹴り、配偶時間を短くする対抗適応を進化させている。
研究者の一部はこれを性選択の一つと見なし、別の研究者は異なる進化のプロセスと考えるよう提案している。

## 例
性的対立は有性生殖を行うほとんどの分類群で見られる。

### 子殺し
子殺しは大人の個体が同種の子どもや卵を殺す行為で多くの種で観察されている。魚類のように自分の子を識別せずに食べるようなケースもあるが、性的対立は子殺しの一般的な原因の一つである。レンカクのようにメスが同様の行為をすることも知られているが、ほとんどの場合オスが行う。もっともよく研究されているのは脊椎動物で、ハヌマンラングール、マウス、イエスズメ、ライオンなどが代表的な例であるが、無脊椎動物にも見られる。その一つの例がクモの一種Stegodyphus lineatusである。このクモのオスはメスの巣に侵入して卵包を捨てる。メスは生涯で一つのクラッチしか持たないためにこれは繁殖成功を著しく減少させる。そのため怪我や死もまれではない激しい闘争が起きる。レンカクではオスが子育てをするためにオスはメスにとって希少資源である。メスはオスの巣へ侵入し、抵抗するオスの子たちを殺す。オスはその後、メスとつがい、新たな子を育てる。
このような行動は犠牲となる性の側に対抗適応を進化させるために、両性にとって負担となる。そのため異性がやってくると妊娠中の子を中絶するような、犠牲を最小化するような適応を発達させた種もおり、マウスではブルース効果として知られている。